# Улица Александра Чака
Улица Александра Чака — улица в центральной части Риги, одна из важнейших транспортных магистралей города. Названа в честь латышского поэта Александра Чака.
Начинается от слияния улиц Блауманя и Авоту, где является продолжением улицы Марияс. Заканчивается у Земитанского моста, где переходит в улицу Иерикю. Общая длина — 2744 метра.
По улице Александра Чака проходит условная граница Центрального района и Латгальского предместья (район Авоты). Дальняя часть улицы относится к району Гризинькалнс.
По улице в обоих направлениях курсирует общественный транспорт — троллейбусы, автобусы, маршрутные такси. Пересекает улицы Лачплеша,
Гертрудес,
Стабу,
Бруниниеку, 
Матиса, 
Артилерияс, 
Таллинас, 
Лабораторияс, 
Эрглю, 
Алаукста, 
Терезес, 
Пернавас, 
Сапиеру.
На улице Александра Чака находится парк «Зиедоньдарзс», где установлен памятник А. Чаку.

## История

### Мариинская улица
Улица была проложена во время снесения городских валов, когда осуществлялся план реконструкции освободившихся участков (с 1857 по 1863 год). Работы по демонтажу крепостных сооружений курировал прибалтийский военный губернатор Александр Аркадьевич Суворов. Во время работ по реконструкции улица проходила от Привокзальной площади до улицы Мельничной (Дзирнаву). В 1860 году получила название в честь Марии Александровны, супруги императора Александра Второго. В 1885 году к Мариинской была присоединена Новая улица, которая продолжалась от Мельничной (Дзирнаву) до Перновской (Пернавас).

### Псковская улица
В период нацистской оккупации с июля 1941 года по октябрь 1944 года улица была переименована в Pleskauer Strasse (Псковскую улицу), вероятно, потому что она вела в сторону Пскова и выводила на Псковское шоссе.

### Улица Суворова
В 1950 году улица была названа в честь А. В. Суворова. Существует предположение, что при вынесении решения о данном переименовании были спутаны заслуги генералиссимуса и его внука — военного губернатора, упомянутого выше.
В 1961 году к улице была присоединена улица Пионеру, после чего она оказалась продлена до нынешнего моста у станции Земитаны.

### Улица Марияс и улица Александра Чака
В 1989 году улица была разделена на две части: первая, в отношении которой было восстановлено название Марияс — от Привокзальной площади до пересечения с улицей Авоту; вторая начиналась от улицы Авоту и упиралась в Земитанский мост. Она получила название в честь Александра Чака, который воспел её в своей урбанистической лирике, в том числе упоминая «теневые» стороны её жизни в 1920—1930-е годы — кабаки, питейные заведения со скандальной репутацией и т. д.

## Застройка
Застройка сформировалась в конце XIX — начале XX столетия. Преобладают здания в стиле латышского национального романтизма, однако привлекают внимание и двух- или трёхэтажные деревянные дома. Наиболее примечательные и оригинальные образцы застройки в стиле модерн расположены между улицами Элизабетес и Стабу.
- Дом № 26 архитекторов Константина Пекшена и Эйжена Лаубе — один из первых образчиков латышского национального романтизма
- Дом № 57 построен в 1911—1912 гг. по проекту архитектора Н. Т. Яковлева.
- В доме № 160 находится здание акционерного сообщества «Latvijas Balzams», построенное в эклектичных формах.
- В общей сложности, около 40 жилых домов по улице Александра Чака являются охраняемыми памятниками архитектуры[2].